# Jan Janszoon van Haarlem
Jan Janszoon van Haarlem (c. 1570 ou 1575 — c. 1641) também conhecido na África do Norte como Morato Arrais, Murade Reis, ou Morato Arrais, o Novo (não confundir com o albanês homónimo) foi um dos mais célebres piratas holandeses e o primeiro presidente e Grande Almirante da República dos piratas do Bu Regregue, em Marrocos.
Originário de Haarlem, foi capturado por piratas da Barbária em 1618, tendo-se depois tornado renegado, convertendo-se ao Islão. Ganhou fama como pirata em Argel antes de se tornar o primeiro líder da República de Salé (também conhecida como República dos piratas do Bu Regregue) entre 1624 e 1627, período em que liderou expedições a locais tão longínquos como a Islândia e a Irlanda (Baltimore, no Condado de Cork). Derrotado e capturado pelos cavaleiros de Malta na costa tunisina em 1635, ficou preso durante cinco anos, após os quais foi libertado por uma expedição do Bei de Tunes. Voltou a Marrocos em 1640, tendo sido nomeado governador de Oualidia, perto de Safim.
Não se sabe quando morreu. É um dos mais famosos piratas da Barbária e o mais célebre dos Salé Rovers.

## Nomes
Jan Janszoon foi também conhecido pelos nomes Jan Janssen de Haarlem, Jan Janz, John Barber, Capitão John, Morat Rais, Murat Rais, Caide Morato, Morat, Pequeno John Ward, etc. Uma das suas alcunhas era "O Cabeleireiro" ou "O Barbeiro".

## Biografia
Pouco se sabe da sua infância e juventude, para além de que nasceu em Haarlem, na Holanda do Norte e casou cedo e que em 1596 teve uma filha desse primeiro casamento, Lysbeth Janszoon.

### Corsário
Em 1600 tornou-se corsário, tendo como base a sua cidade natal e trabalhando para o estado mediante cartas de corso que o autorizavam a atacar o tráfico naval espanhol durante a Guerra dos Oitenta Anos. Como operar a partir dos Países Baixos se revelava pouco lucrativo, Janszoon desrespeitou os limites das suas cartas de corso e mudou-se para os estados portuários semi-independentes da costa da Barbaria, no Norte de África, de onde podia atacar navios de todas as nacionalidades estrangeiras. Quando atacava navios espanhóis hasteava a bandeira neerlandesa; quando atacava outros navios assumia-se como Capitão Otomano hasteando a meia-lua vermelha dos turcos ou outra das várias bandeiras de principados do mar Mediterrâneo. Durante este período abandonou a sua família holandesa.

### Cativo em Argel
Em 1618 Janszoon foi capturado em Lanzarote, nas ilhas Canárias, por corsários da Barbaria e levado para Argel como cativo. Ali tornou-se "turco" (muçulmano; como os otomanos tinham alguma influência na região, ainda que limitada, era frequente os europeus chamarem erroneamente "turcos" aos habitantes do Norte de África). Especula-se se a sua conversão teria ou não sido forçada. Os turcos otomanos mantiveram alguma influência precária em nome do seu sultão, encorajando abertamente os mouros a praticar a pirataria contra as potências europeias, há muito inimigas do Império Otomano. Depois da conversão de Janszoon à religião e usos dos seus captores, ele navegou às ordens do famoso corsário ao serviço dos otomanos Solimão Reis, também conhecido como Slemen Reis, outro neerlandês cujo nome de batismo era Ivan Dirkie De Veenboer. Os dois homens já se conheciam antes de Janszoon ter sido capturado. Janszoon chegou a comandar uma frota 18 navios piratas enquanto operou com Solimão.
Entretanto, como Argel negociou a paz com diversos países europeus, deixou de ser um porto adequado para vender navios apresados ou a sua carga, pelo que, após Solimão ter sido morto por um tiro de canhão em 1619, Janszoon transferiu-se para o porto de Salé, na costa atlântica de Marrocos.[carece de fontes?]

### Dirigente da República do Bu Regregue
Em 1619, os chamados Salé Rovers (piratas de Salé) estabeleceram no porto da margem sul da foz do Bu Regregue, em frente a Salé, uma república independente do sultão marroquino. A pequena cidade-estado era governada por um conselho de 14 líderes piratas, os quais elegeram Janszoon como o seu presidente e como "Grande Almirante" da frota da república, a qual contava com cerca de 18 navios, todos de pequena dimensão para serem capazes de passar pelos baixios do porto de Salé.
Depois de cercar a cidade sem sucesso, o sultão marroquino Zidane Nácer reconheceu a semiautonomia dos piratas. Segundo uma versão popular, o sultão teria reclamado a soberania de Salé e nomeado Janszoon como seu alcaide (governador) em 1624, mas provavelmente esta nomeação foi apenas cerimonial e na prática foi uma forma de aprovar a eleição de Janszoon como presidente.
Os negócios prosperaram em Salé sob a liderança de Janszoon. A principal fonte de rendimento da república era a pirataria e os comércio a ela ligada, a construção naval e a venda das mercadorias apresadas. Os historiadores destacam a inteligência e coragem de Janszoon, que se refletiam nas suas qualidades de liderança. Para o auxiliar no governo, contratou outro neerlandês, Mathys van Bostel Oosterlinck, que serviu como seu vice-almirante.
Janszoon tornou-se muito rico devido aos seus lucros como almirante pirata, taxas de ancoragem e outras taxas portuárias, além da venda de bens roubados. No entanto, o clima político em Salé piorou no final de 1927, obrigando Janszoon a transferir-se com a família e as suas operações de pirataria de volta para a semi-independente Argel.
Tanto em Salé como em Argel, Janszoon teve um papel importante em negociações diplomáticas entre a potências locais e europeias: foi fundamental para a libertação de neerlandeses cativos de outros piratas em Marrocos e contribuiu para a assinatura do tratado franco-marroquino de 1631, entre o rei Luís XIII de França e o sultão Abedal Maleque II.

### Visitas aos Países Baixos
Enquanto esteve em Salé, Janszoon por vezes aborrecia-se com os seus novos deveres oficiais e de tempos a tempos voltava a partir em aventuras de pirataria. Em 1622, ele e a sua tripulação navegaram até ao Canal da Mancha com nenhum plano em particular que não fosse tentar a sorte por lá. Quando ficaram com poucas provisões atracaram no porto de Veere, na Zelândia, sob a bandeira marroquina, reclamando privilégios diplomáticos inerentes ao seu cargo de Almirante de Marrocos (um termo muito vago no ambiente político do Norte de África). As autoridades neerlandesas não podiam negar acesso a Veere aos dois navios, pois na altura existiam vários tratados de paz e de comércio entre o sultão de Marrocos e a República das Sete Províncias Unidas dos Países Baixos. Durante o tempo em que esteve em Veere, as autoridade neerlandesas levaram ao porto a primeira mulher neerlandesa de Janszoon e os seus filhos para o persuadirem a abandonar a pirataria. As autoridades fizeram o mesmo com as tripulações piratas, mas não conseguiram convencer os homens. Janszoon deixou o porto não só com todos os homens das suas tripulações originais como com muitos voluntários neerlandeses que se lhes juntaram, não obstante a proibição neerlandesa da pirataria.
Durante um inverno uns anos mais tarde, Janszoon escapou por um triz a ser capturado ao largo da Holanda. Ao avistar um grande navio com a bandeira neerlandesa, o capitão pirata esqueceu-se momentaneamente dos tratados e decidiu tomar o navio. No entanto, quando o navio pirata se posicionou ao lado do outro navio, este arriou a bandeira neerlandesa, hasteou o pavilhão espanhol e no momento seguinte o navio de Janszoon foi abordado por tropas espanholas. Alguns dos piratas conseguiram escapar após um combate renhido, no qual muitos foram mortos ou feridos, e deram-se por felizes por conseguirem chegar a salvo ao porto de Amesterdão. Ali, Janszoon pediu assistência para tratar dos seus doentes e feridos, o que foi firmemente recusado e nem sequer foi autorizado a enterrar os mortos, que tiveram que ser colocados debaixo do gelo.

### Prisioneiro dos Cavaleiros de Malta
Em 1635, Morato Arrais foi surpreendido por um ataque súbito ao largo da costa tunisina. Em inferioridade numérica, ele e muitos dos seus homens foram capturados pelos Cavaleiros de Malta. O corsário passou os cinco anos seguintes nas célebres masmorras escuras de Malta, onde foi maltratado e torturado. A estadia na prisão provocou-lhe grandes danos à saúde. Em 1640 escapou à justa, depois de um ataque corsário maciço cuidadosamente planeado pelo bei de Tunes com o objetivo de resgatar os seus marinheiros e corsários. Foi muito homenageado e elogiado quando regressou a Marrocos e aos estados da Berbéria vizinhos.[carece de fontes?]

### Regresso a Marrocos
Janszoon voltou a Marrocos em 1640 e foi nomeado governador da grande fortaleza de Oualidia, perto de Safim, onde residiu no castelo de Maladia. Em dezembro de 1640 chegou um navio com um novo cônsul neerlandês, em que também ia Lysbeth Janszoon van Haarlem, a filha de Janszoon com a sua primeira esposa neerlandesa, que ia visitar o pai. Quando Lysbeth chegou, Janszoon «estava sentado com grande pompa num tapete, com almofadas de seda e com os criados em volta dele». A filha notou que o pai, o grande chefe capitão corsário Morato Arrais, tinha-se transformado num homem velho e fraco. Lysbeth ficou com o pai até agosto de 1641, quando voltou para a Holanda. Pouco se sabe de Janszoon depois disso. É provável que se tenha retirado tanto da vida pública como da pirataria. A data da sua morte é desconhecida.[carece de fontes?]

### Casamentos e descendência
A primeira filha de Janszoon, Lysbeth Janszoon van Haarlem, nasceu em 1596, da sua primeira esposa, uma neerlandesa de quem não se sabe o nome.
Depois de se tornar corsário, Janszoon conheceu uma mulher de nome desconhecido em Cartagena, Espanha, com a qual teria casado. A identidade desta mulher é historicamente vaga, mas é geralmente aceite que ela tinha algum tipo de origem étnica mista, considerado "mourisco" em Espanha. Para alguns historiadores ela não teria sido mais do que um concubina, enquanto que para outros ela era uma mudéjar que estava ao serviço de uma família nobre cristã; há ainda outros para quem ela teria sido uma "princesa moura". Janszoon teve quatro filhos deste relacionamento:[carece de fontes?]
- Abraham Janszoon van Salee (n.1602)
- Philip Janszoon van Salee (n. 1604)
- Anthony Janszoon van Salee (n. 1607)
- Cornelis Janszoon van Salee (n. 1608)

Anthony Janszoon van Salee viria depois a tornar-se um membro proeminente da colónia de Novos Países Baixos, onde residiu em Nova Amesterdão. Alegadamente é antepassado de alguns membros da aristocracia norte-americana, como Cornelius Vanderbilt, Warren G. Harding[carece de fontes?] ou Jackie Bouvier Kennedy (esta última pode ter sido descendente de um irmão de Anthony Janszoon).
Especula-se que Janszoon tenha casado em 1624 uma terceira vez com uma filha do sultão marroquino Mulei Zidane.

## Raides mais notáveis

### Lundy
Em 1627, Janszoon capturou a ilha de Lundy, no canal de Bristol e manteve-a durante cinco anos, usando-a como base para expedições.

### Grindavík ou Reiquejavique
In 1627, usou um "escravo" dinamarquês — provavelmente um membro da tripulação de um navio dinamarquês tomado como presa de pirataria[carece de fontes?] — como piloto para viajar até à Islândia com três navios, cuja tripulação incluía, além de mouros, três renegados ingleses. A expedição assaltou a aldeia piscatória de Grindavík, mas pouco conseguiram roubar — apenas algum peixe salgado e umas quantas peles, mas capturaram doze islandeses e três dinamarqueses que por acaso estavam na aldeia. Quando estavam a sair de Grindavík lograram enganar e capturar um navio mercante dinamarquês  que estava de passagem, hasteando uma bandeira falsa.[carece de fontes?]
Os piratas dirigiram-se depois para Bessastaðir, sede do governador dinamarquês da Islândia, para assaltarem a cidade, mas não conseguiram desembarcar. Diz-se que foram repelidos por tiros de canhão das fortificações locais (Bessastaðaskans) e por um grupo de lanceiros convocados rapidamente da península de Suðurnes. A frota pirata voltou então para Salé, onde os cativos foram vendidos como escravos.
Outras fontes omitem os eventos de Grindavík e Bessastaðir e referem apenas um assalto a Reiquejavique, que rendeu apenas algum peixe salgado e peles, mas durante o qual foram feitos 400 ou 800 prisioneiros, incluindo mulheres e crianças.
Dois navios corsários de Argel, possivelmente ligados ao raide de Janszoon, chegou à Islândia a 4 de julho, onde fez pilhagens. Seguidamente navegaram para Vestmannaeyjar, ao largo da costa sul, onde fizeram assaltos durante três dias. Esses eventos são coletivamente conhecidos em islandês como Tyrkjaránið ("raptos turcos"), pois os estados da Barbária faziam parte nominalmente do Império Otomano.
Os relatos dos islandeses escravizados que passaram algum tempo nos navios corsários dizem que as condições para as mulheres e crianças eram normais e que eram autorizados a moverem-se em todo o navio, exceto no tombadilho superior. Os piratas foram vistos a dar comida suplementar às crianças das suas próprias reservas privadas e uma uma mulher que deu à luz a bordo foi tratada com dignidade, sendo-lhe dada privacidade e roupa. Os homens foram postos no serviço dos navios e foram-lhes retiradas as cadeias quando os navios se afastaram de terra. Apesar das crenças populares, os registos islandeses não referem quaisquer violações aos escravos. Sabe-se que alguns dos raptados, como uma mulher de noma Guðríður Símonardóttir, regressaram à Islândia.

### Saque de Baltimore, Irlanda
Aqui não havia um único cristão que não chorasse e que não ficasse cheio de tristeza quando via tantas donzelas honestas e tantas mulheres boas abandonadas à brutalidades desses bárbaros.

— Padre Dan 
Tendo navegado durante dois meses com poucos resultados, Janszoon usou as informações de um cativo levado na viagem, um católico chamado John Hackett, sobre os locais onde poderiam ser feitos raides lucrativos. Os residentes de Baltimore, uma vila de Cork Ocidental, na Irlanda eram mal vistos pela população irlandesa nativa católica porque se tinham instalado em terras confiscadas ao clã O'Driscoll. Hackett teria conduzido a essa vila, para longe da sua terra. Os piratas saquearam Baltimore em 20 de junho de 1631, capturando pouco mais do que 108 pessoas, que Janszoon condenou a serem vendidas como escravas no Norte de África. Janszoon não mostrou interesse nos Gaels, que libertou, mantendo apenas os ingleses. Pouco depois do saque, Hackett foi preso e enforcado pelo seu crime. Só dois dos aldeões irlandeses capturados voltaram a ver a sua terra.

### Raides no Mediterrâneo
Morato Arrais decidiu obter grandes lucros assaltando ilhas mediterrânicas como as Baleares, Córsega, Sardenha e a costa sul da Sicília. Usualmente vendia a maior parte da mercadoria apresada em Tunes, onde se tornou amigo próximo do bei (governador otomano). Sabe-se que navegou no mar Jónico e que combateu os venezianos nas costas de Creta e Chipre com uma tripulação animada, constituída por holandeses, mouriscos, árabes, turcos e janízaros.[carece de fontes?]